# Alissa

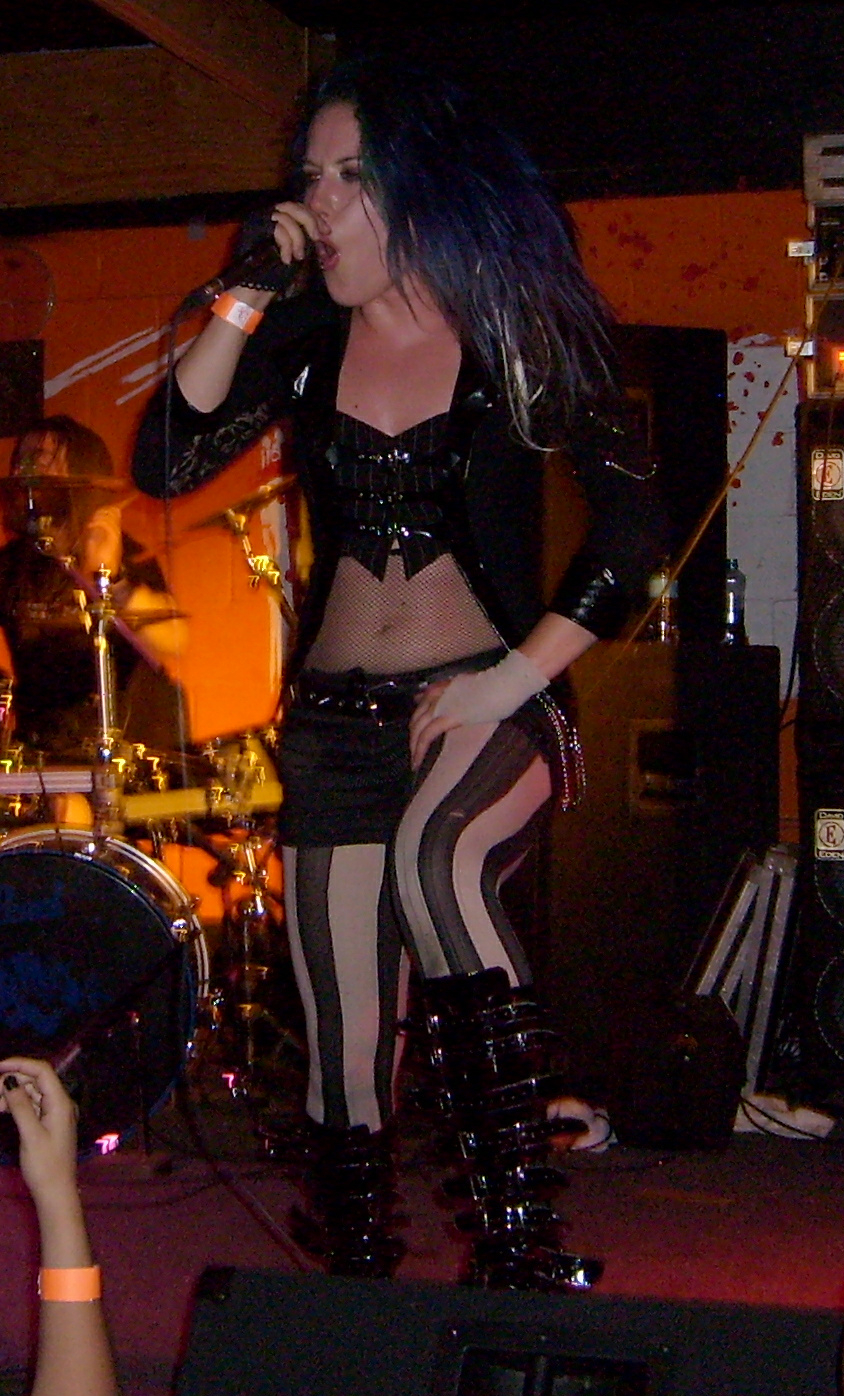
Alissa White-Gluz

Alissa är en form av det tyska kvinnonamnet Adeliza som i sin tur är en variant av det forntyska namnet Adelheid. Det äldsta belägget i Sverige är från år 1488.
Den 31 december 2014 fanns det totalt 293 kvinnor i Sverige med namnet Alissa, varav 247 bar det som tilltalsnamn.
Namnsdag i Sverige: saknas

## Personer med namnet Alissa
- Alissa White-Gluz, kanadensisk metalsångerska